# استقلال موريتانيا
أعلن استقلال موريتانيا عن فرنسا في 28 نوفمبر 1960، وأصبح المختار ولد داداه أول رئيس للجمهورية الإسلامية الموريتانية، وأُسست مدينة نواكشوط لتصبح عاصمة الدولة المستقلة، وجرى إصدار الدستور والعملة والانضمام لمختلف المنظمات الإقليمية والدولية. وتحتفل موريتانيا بيوم الاستقلال في 28 نوفمبر من كل سنة، ويعدّ هذا اليوم من كل عام عطلة رسمية في البلاد؛ يجري الاحتفال به من خلال العروض العسكرية بمشاركة القوات المسلحة، وقوات الأمن، وفرق التفتيش، والتحقيق العلمي، ومكافحة المخدرات، بالإضافة إلى القوات البحرية والجوية والبرية، وسرايا التدخل الخاص،وقوات الاستخبارات وأمن الطرق، وعدد من طائرات سلاح الجو في مدينة نواذيبو، 
وبحضور رئيس البلاد وقائد الأركان العامة للجيوش، وعدد من أعضاء الحكومة والمسؤولين.

## خلفية
كانت موريتانيا محلَّ أطماع الأوروبيين منذ القرن الخامس عشر الميلادي؛ حيث وصلها البرتغاليون والهولنديون، وأقاموا مراكز تجارية على سواحلها بغيةَ الحصول علي الصمغ العربي الذي اشتهرت موريتانيا بإنتاجه.
وفي القرن السابع عشر الميلادي دخل الفرنسيون والإسبان والإنجليز هذا الصراع، فكانت معاركُ وصدامات بين الأوروبيين من أجل السيطرة علي تجارة الصمغ العربي، وقد أطلق على تلك الحروب اسم حروب الصمغ العربي، والتي انتهت بسيطرة الفرنسيين على موريتانيا سنة 1903.
وبعد الحرب العالمية الأولى، شعر الفرنسيون أن الوضعَ قد استقَرَّ لهم، فعدُّوا موريتانيا جزءًا من غرب إفريقيا الفرنسي وأصبحت تحت حمايتها.

## الاستقلال الذاتي
بعد انتهاءِ الحرب العالمية الثانية؛ كانت هناك إصلاحات في النظام الاستعماري الفرنسي الذي ابتعد عن سياسة الاستيعاب والقمع واتجه إلى اللامركزية الإدارية والاستقلالية الداخلية، في حين بدأ حزب الاتحاد الوطني التقدمي بقيادة المختار ولد داداه مفاوضات مع الحكومة الفرنسية، أدت إلى إجراء استفتاء شعبي في سبتمبر 1958 أيد بنسبة 84% انتقال موريتانيا من حالة إقليم ما وراء البحار إلى جمهورية ذاتية الحكم تتمتع بالاستقلال الداخلي ضمن المجتمع الفرنسي، مع بقاء السلطاتِ بيد الحاكم العام الفرنسي.

## الاستقلال الكلي
ظلت الأحزابُ تدعو الحكومة إلى إعلان الاستقلال الكلي، فجرت الانتخاباتُ وتشَكَّلت الجمعية التأسيسية، وقُدِّم الدستور إلى الجمعية الوطنية فوافقت عليه في مارس 1959 وجاء فيه أنَّ اسم البلاد هو الجمهورية الإسلامية الموريتانية، والدين هو الإسلام، واللغة الوطنية: العربية، والرسمية: الفرنسية، والشريعة المدنية: الفقه الإسلامي، وعُرِضَت القضية على الأمم المتحدة فقَرَّرت الجمعية العامة للأمم المتحدة منح موريتانيا الاستقلالَ بتاريخ 26 نوفمبر، وبعد يومين أعلن الرئيس المختار ولد داداه استقلالَ موريتانيا بحضور وفود صحافية أجنبية وعدد من الشخصيات الفرنسية والإفريقية قائلًا: «بناء على الاتفاق الذي جرى عقده بين كل من الجمهورية الفرنسية والجمهورية الإسلامية الموريتانية بتاريخ 19 أكتوبر 1960، وهو الاتفاق المصادَق عليه من لدن برلمانَي الدولتين؛ أعلِن استقلالَ الجمهورية الإسلامية الموريتانية».